# Krëfel
Krëfel is een van oorsprong Belgische winkelketen die sinds 2019 in Franse handen is en zich specialiseert in consumentenelektronica. De keten telt 73 winkels, een webwinkel en meer dan 1500 werknemers. Alle winkels zijn in België gevestigd. Het hoofdkantoor en het distributiecentrum (meer dan 45 000 m²) zijn gevestigd in Humbeek (deelgemeente van Grimbergen).
In het boekjaar 2017-2018 realiseerde het bedrijf een omzet van 405 miljoen euro.

## Geschiedenis
Het bedrijf werd gesticht in 1958 door Auguste Marcel Poulet. Zijn familiebedrijf ontleende zijn naam aan de Duitse stad Krefeld, waar Poulet een lange tijd gewerkt heeft. Hij gaf de naam van het bedrijf bewust een "Duits accent", omdat dat in de perceptie doorgaans gelijkgesteld wordt met kwaliteit en duurzaamheid. Aanvankelijk was Krëfel een postorderbedrijf. In 1965 stapten de twee zonen van Auguste-Marcel Poulet mee in de zaak en werd een eerste verkooppunt geopend in Brussel (Schaarbeek). Dat eerste verkooppunt was een succes, waardoor er datzelfde jaar nog 8 winkels geopend werden. In die winkels werden toen enkel tweedekeuzeproducten verkocht, waarvoor reclame gemaakt werd via krantenadvertenties. Atypisch voor die tijd, bood Krëfel z’n klanten toen al een uitzonderlijke dienstverlening aan dankzij afspraken met lokale transporteurs: een klant die een groot toestel kocht, kreeg het toestel meteen thuis geleverd door een taxi-service.
In 2019 werd Krëfel (toen 74 verkooppunten), samen met HiFi International (toen 11 verkooppunten), overgenomen door de Franse sectorgenoot Boulanger dat op zijn beurt grotendeels in handen is van de Association Familiale Mulliez van Auchan-oprichter Gérard Mulliez. Tezelfdertijd kocht Boulanger de Luxemburgse zusterketen Hifi International, die 11 winkels telde.
De huidige CEO is Jonathan De Nys. Hij volgt sinds 16 september 2024 Delphine Rase op. Op 10 oktober 2024 kondigt het bedrijf aan dat het stopt met het verkopen van keukens in zijn vijftien keukentoonzalen.

### United.b
Krëfel maakt deel uit van het merkenplatform United.b, dat in 2020 werd opgericht en bedrijven verenigt die het leven van de klant verbeteren via technologie. Met Boulanger, Electrodepot, Krëfel, HiFi International, Recommerce, Circular-X en Reconomia in portfolio, is United.b aanwezig in Frankrijk, België, Luxemburg, Spanje, Duitsland, Zwitserland, Roemenië en China.
United.b maakt op zijn beurt deel uit van de groep Mulliez (Association familiale Mulliez (AFM)), die merken als Decathlon, Auchan, Leroy Merlin, Pimkie, Midas, etc. in portefeuille heeft.

## Vernieuwing
In juni 2022 werd Krëfel in een nieuw jasje gestoken met een nieuw logo, een nieuwe baseline en een nieuwe merkidentiteit. Krëfel breekt niet met z’n verleden, maar richt zich hiermee op meer moderniteit en nabijheid. Met de nieuwe slogan “Leef beter” onderstreept Krëfel wat hen uniek maakt: aan de zijde van de klanten staan, op elk moment in hun dagelijks leven en hen een beter leven garanderen dankzij de toegankelijke technologie, constante innovaties en lokale diensten. Dat alles met het oog op duurzaamheid.